# Alain Krivine
Alain Krivine, född 10 juli 1941 i Paris, död 12 mars 2022 i Paris, var en fransk trotskistisk politiker och journalist. Han var en av ledarna för majrevolten 1968. Krivine var medlem av Ligue communiste révolutionnaire och ledamot av Europaparlamentet från 1999 till 2004.